# Eduard Gonzalo i Ramírez
Eduard Gonzalo i Ramírez (Mataró, 25 d'agost de 1983) és un ciclista català professional des de 2006 al 2011.
Va ser campió de Catalunya sub-23 tres cops seguits entre 2003 i 2005. El 2005 va signar per l'equip ciclista del Futbol Club Barcelona, l'any següent faria el salt a professional.

## Palmarès
- 2005
  - 1r de la Ronde de l'Isard d'Ariège
- 2006
  - Vencedor d'una etapa del Rhône-Alpes Isère Tour
  - Vencedor d'una etapa del Circuit de Lorena

### Resultats al Tour de França
- 2006. 117è de la classificació general
- 2007. Abandona (1a etapa)
- 2008. 39è de la classificació general
- 2009. Abandona (8a etapa)

## Enllaços externs

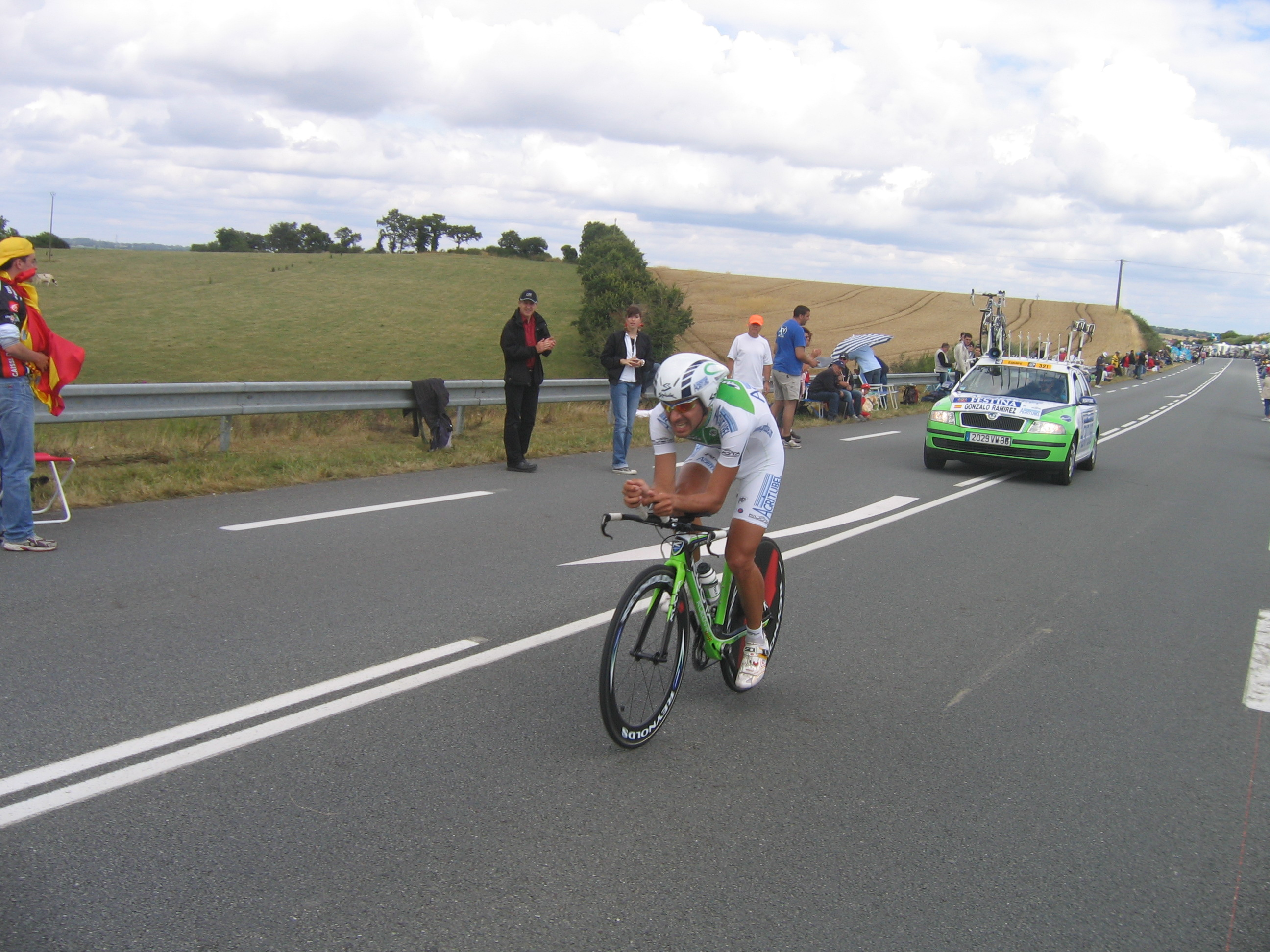
Eduard Gonzalo a la 4a etapa del Tour de França de 2008